# كلوريد الإتريوم الثلاثي
كلوريد الإتريوم الثالثي هو مركب غير عضوي من الإيتريوم والكلوريد. يوجد في شكلين، الهيدرات (YCl 3 (H 2 O) 6 ) والشكل اللامائي (YCl 3 ). كلاهما عبارة عن مواد صلبة عديمة اللون وقابلة للذوبان في الماء بدرجة عالية.

## بنية
تتبنى مادة YCl 3 الصلبة هيكلًا مكعبًا به أيونات كلوريد معبأة بشكل وثيق وأيونات الإيتريوم تملأ ثلث الثقوب الشكل ثماني السطوح ويتشارك YCl 6 ثماني السطوح الناتج في ثلاث حواف مع ثماني الأوجه المجاورة، مما يمنحها بنية ذات طبقات. تشترك في هذا الهيكل مجموعة من المركبات لا سيما AlCl 3.